# Pierre Étienne Rémillieux
Pour les articles homonymes, voir Remillieux.
Pierre Étienne Rémillieux est un peintre français né en 1811 à Vienne (Isère) et mort le 9 février 1856 à Lyon.
Élève de Claude Bonnefond et d’Augustin Thierrat à l’École nationale des beaux-arts de Lyon, il exposa au Salon de Paris de 1841 à 1855, obtenant une médaille de troisième classe en 1841, une de deuxième en 1847.

## Musées
- Lyon, Musée des Beaux-Arts, Groupe de fleurs dans une coupe de fleurs, - Fleurs et fruits,
- Montpellier, Musée Fabre, Vase de Fleurs.

## Ventes publiques
- Paris, 18 décembre 1995, Enfant posant devant une balustrade et tenant un arc et une flèche, huile sur toile, 131 par 90, adjugé 23 000 F
- New York, Sotheby's, 24 octobre 1996, no 318, Poire, pêches et prunes sur un entablement, huile sur toile, 18,4 par 23, adjugé 9 200 $

Il a peint en 1849 un Portrait de Madame Charles Michel, l’épouse de son collectionneur et ami Charles Michel. Œuvre citée par Elisabeth Hardouin-Fugier et Étienne Graffe, page 93. 

## Sources
- (en) « Remillieux, Pierre Étienne », extrait de la notice dans le dictionnaire Bénézit , sur Oxford Art Online, 2011 (ISBN 9780199773787).
- Gazette des Beaux-Arts, 1861, volume 10, 104, 165.
- Elisabeth Hardouin-Fugier et Étienne Graffe, Les Peintres de fleurs en France de Redouté à Redon, Les Éditions de l’amateur, Paris, 1992.